# Činovničke vile
Činovničke vile su naselje i povijesni lokalitet na području grada Bjelovara. Nalazi se u krugu Starog Sajmišta i bjelovarskih bazena, omeđeno ulicama Silvija Strahimira Kranjčevića, Tome Bakača i Pavleka Miškine. Unutar lokaliteta se nalaze razne secesijske vile iz 20. stoljeća.
Jedna od zgrada je bivša kuća Vilima Polašeka, bjelovarskog esperantista. Na kući danas stoji spomen-ploča u Polašekovo ime.
- Zarasla vila iz 1911. godine
- Spomen-ploča Vilimu Polašeku na njegovoj kući.